# Військовий комплекс імені генерала Тадеуша Костюшка
Військовий комплекс імені генерала Тадеуша Костюшка (Camp Kosciuszko) — передова оперативна станція НАТО, штаб-квартира 5-го армійського корпусу США у місті Познань (Польща).

## Історія
У Познані передове командування корпусу дислокується з осені 2020 року. Тоді воно отримало назву FOS Poznan (скорочено від Forward Operating Station Poznan). У червні 2022 року президент США Джо Байден оголосив цей форпост східним флангом альянсу НАТО.
30 липня 2022 року FOS Poznan перейменовано на Табір Костюшка (Camp Kosciuszko) на честь Тадеуша Костюшка, героя Війни за незалежність США, якого вшановують у США та Польщі.